# Саранський тролейбус
Саранський тролейбус (рос. Саранский троллейбус, ерз. Саран ошонть троллейбус) — діюча тролейбусна система (з 29 січня 1966 року) в столиці Республіки Мордовія місті Саранську (Росія). Експлуатацію тролейбусної мережі здійснює МП «Горэлектротранс», у віданні якого перебуває тролейбусне депо.

## Історія
У 1965 році було завершено будівництво і здано в експлуатацію тролейбусне депо на 50 машино-місць. Того ж року надійшла перша партія нових тролейбусів типу ЗіУ-5 в кількості 10 штук. Введені в експлуатацію тягові підстанції № 1 і 2 та тролейбусна лінія, що з'єднала депо і саранське середмістя завдовжки 16 км. У місті Горькому закінчила навчання група з 90 осіб кваліфікованих кадрів (водії тролейбуса, слюсарі з ремонту рухомого складу, електромонтери контактно-кабельної мережі і тягових підстанцій). 
У січні 1966 року на маршрут № 1 «Депо — вул. Гагаріна — вул. Васенка — Залізничний вокзал» та зворотно вийшли 4 тролейбуси, а незабаром було відкрито рух за маршрутом № 2 «Депо — вул. Гагаріна — вул. Комуністична — просп. Леніна — Залізничний вокзал». Загалом за рік було перевезено 6 млн 700 тис. пасажирів. 
1968 року відкриті тролейбусні маршрути № 3 та 4, що з'єднали житловий район «Північно-Захід» з центром міста. 1969 року відкритий тролейбусний маршрут № 5 «Мікрорайон «Зарічний» — Центр». 
1988 року введено в експлуатацію тролейбусне депо № 2 на 100 машино-місць. 
З жовтня 2007 року перевезенням пасажирів автобусними і тролейбусними маршрутами міста Саранська займається МП «Міськелектротранс». 
Наприкінці 2000-х років на балансі парку «Міськелектротрансу» перебувало 120 тролейбусів та 97 автобусів. Щоденно автобуси та тролейбуси підприємства перевозили близько 140—150 тисяч пасажирів.
21 грудня 2015 року введена експериментальна програма — на тролейбуси та муніципальні автобуси до лютого 2016 року планувалася встановити валідатори. Програма знаходилася в тестовому режимі: з лютого мала почати діяти для пасажирів, які мають право на безкоштовний проїзд, які замість пред'явлення паперового проїзного використовуватимуть електронну карту; потім було розглянуто питання про застосування такої системи для решти населення. Над дверима рухомого складу з валідаторами планували встановити датчики, які б рахували кількість перевезенних пасажирів, а термінал вів би рахунок пасажирів, які скористалися валідатором. Кондуктори на муніципальному транспорті поки продовжували працювати; в подальшому питання, чи залишаться вони або будуть замінені на контролерів, буде вирішене в залежності від підсумків експерименту. Станом на серпень 2017 року електронні карти так і не були введені. Встановлені валідатори не використовувалися, пізніше в більшості були демонтовані. Для обліку пільговиків і раніше застосовується оформлення паперових проїзних квитків і, періодично, відривання кондуктором разових квитків вартістю 0 ₽ за пред'явленням такого проїзного (станом на серпень 2017 року квитки за 0 ₽ не відривають).
1 січня 2016 року вартість проїзду в тролейбусі підвищена до 15 ₽. Раніше, з 1 липня 2015 року проїзд коштував 14 ₽, з 1 липня 2014 року — 13 ₽. Адміністрація міста заявляла, що не є прихильником різких підвищень вартості проїзду, хоча робити це час від часу необхідно.
З 1 січня 2017 року вартість проїзду в тролейбусі — 16 ₽.
21 квітня 2017 року почалася поставка 30 нових тролейбусів Тролза-5275.03 «Оптима» до Чемпіонату світу з футболу 2018 року.
12 червня 2017 року відбулася урочиста презентація нових 30 тролейбусів Тролза-5275.03 «Оптима» за участю т. в. о. Голови Республіки Мордовія Волкова В. Д.
1 липня 2017 року ршенням мерії, у зв'язку з нерентабельністю, скасований тролейбусний маршрут № 12, який повністю дублювався автобусним маршрутом № 6. Рухомий склад, який раніше працював на маршруті (3 тролейбуси у будні в «години пік»), переведений на маршрут № 11 (маршрут посилений на 3 тролейбуси у будні в «години пік»). 
З 30 серпня 2017 року, у зв'язку з проведеням ЧС з футболу у 2018 році і постачанням нового рухомого складу, моделі ЗіУ-682Г-016 / ЗіУ-682Г-012 [Г0А] повністю відсторонені від експлуатації і поставлені на консервацію.
20 листопада 2017 року відновлена (фактично змонтована заново) контактна мережа тролейбуса на ділянці «Депо № 1 — селище Миколаївка — селище Ялга». Дана багатокілометрова ділянка, що збудована у 1994 році, в останні роки не використовувалася, контактна мережа перебувала в аварійному стані і близько півтора року тому була частково демонтована. Відновлення лінії пов'язане з розвитком селища Ялга, як зони житлового будівництва — виходячи з потреб мешканців створені нові маршрути громадського транспорту.
З 1 січня 2018 року вартість проїзду в тролейбусах Саранська у 2018 році до особливого розпорядження залишалася колишньою — 16 ₽. Раніше було анонсовано підвищення вартості на 1 ₽ (до 17 ₽) з 1 січня.
1 червня 2018 року в тестовому режимі була запущена оплата за проїзд в тролейбусі банківською картою. Кондуктори тролейбусного депо № 1 отримали термінали оплати (оплата відбувається безконтактно), незабаром і на маршрутах тролейбусного депо № 2 була запущена оплата картою.
З 1 липня 2018 року вартість проїзду в тролейбусі підвищується з 16 ₽ до 18 ₽ при оплаті готівкою і до 17 ₽ при оплаті банківською картою. Вартість проїзних квитків, крім пільгового, також змінена (на тролейбус 850 ₽, єдиний — 1190 ₽).
З 25 липня 2018 року закривається тролейбусна лінія на Північно-Східному шосе через аварійний стан залізничного моста. Тролейбус маршрут № 10 в цей період був замінений на автобус, який прямує в об'їзд аварійної ділянки. Планувалося відкрити цю ділянку після ремонту наприкінці грудня 2019 року, але терміни були пересунуті.
З 1 серпня 2018 року ведені пільгові проїзні квитки в електронному форматі. На серпень ще можливо було оформити паперовий проїзний, починаючи з вересня скасовуються паперові проїзні для пільговиків. Решта умов проїзду пільговиків не змінюються.
З 1 січня 2019 року вартість проїзду в тролейбусі 20 ₽ при оплаті готівкою (було — 18 ₽), 19 ₽ при оплаті банківською картою (було — 17 ₽). Проїзний квиток на тролейбус коштував 950 ₽ (було — 850 ₽), єдиний на муніципальний транспорт 1330 ₽ (було — 1190 ₽).
18 травня 2019 року тролейбусне депо № 2 втратила випуск на лінію рухомого складу. Тролейбуси, персонал і маршрути передані до тролейбусного депо № 1, схема руху (крім нульових і паркових рейсів маршрутів № 5, 5А, 11 та замовних) при цьому не змінилася. Станом на 21 травня 2019 року жодних офіційних коментарів з цього приводу так ніхто з керівників і не дав, відповідно не відомі ні причини цих дій, ні характер закриття депо (ремонт, консервація або назавжди, терміни відновлення або повної ліквідації тощо).
З 1 липня 2019 року вартість проїзду складала 21 ₽ при оплаті готівкою, 20 ₽ при оплаті банківською картою. Проїзний на місяць на тролейбус 1000 ₽, єдиний (на тролейбус і муніципальний автобус) 1400 ₽. Проїзні квитки для пільговиків (пенсіонерів, інвалідів, студентів, учнів, дітей-сиріт тощо) з 1 вересня 2018 року реалізовані у вигляді соціальної банківської карти КС-банку, з якої при її активації на терміналі кондуктора на календарний місяць списується 144 ₽. При наявності активованої карти пільговику видається чек-квиток вартістю 0 ₽, можливо здійснити до 8 поїздок в день.
З 1 лютого 2020 року вартість проїзду в тролейбусі підвищується на 2 ₽ і складає 22 ₽ банківською картою, 23 ₽ готівкою. Вартість проїзних квитків складає 1100 ₽ на тролейбус і 1540 ₽ єдиний на муніципальний транспорт. Анонсується, що з 1 січня 2021 року проїзд подорожчає ще на 1 ₽ (проїзні — на 50 і 70 ₽). З огляду на досить високу вартість проїзних квитків пасажири, які не відносяться до пільговиків, в більшості не купують проїзні, а оплачують кожну поїздку.
8 травня 2020 року, після майже дворічного (з 25.07.2018) закриття через ремонт мостових споруд, відкрита тролейбусна лінія на Північно-Східному шосе, відновлено рух тролейбусного маршруту № 10.

## Маршрути
У Саранську експлуатуються наступні тролейбусні маршрути:
| Перелік тролейбусних маршрутів в місті Саранськ | Перелік тролейбусних маршрутів в місті Саранськ | Перелік тролейбусних маршрутів в місті Саранськ | Перелік тролейбусних маршрутів в місті Саранськ |
| №                                               | Кінцевий пункт, А                               | Кінцевий пункт, Б                               | Примітки |
| ----------------------------------------------- | ----------------------------------------------- | ----------------------------------------------- | --- |
| 1                                               | Депо № 1                                        | Центр                                           | |
| 2                                               | Депо № 1                                        | Центр                                           | |
| 3                                               | Північно-Захід                                  | Центр                                           | Через Лямбирське шосе |
| 4                                               | Північно-Захід                                  | Центр                                           | Через Лямбирське шосе |
| 5                                               | Залізничний вокзал                              | Хіммаш                                          | |
| 5А                                              | Залізничний вокзал                              | ТОВ «Гумотехніка»                               | У будні, в «години пік» |
| 6                                               | Ливарний завод                                  | Світлотехбуд                                    | Станом на 2019 рік здійснював перевезеня працівників заводу тролейбуси маршруту № 11. Опціонально на тролейбусі може бути вказаний маршрут № 6                                                                      |
| 7                                               | Північно-Захід                                  | Центр                                           | У вихідні дні прямує через вул. Полежаєва замість вул. Васенка |
| 7В                                              | Північно-Захід                                  | Центр                                           | |
| 8                                               | Північно-Захід                                  | Центр                                           | |
| 9                                               | Північно-Захід                                  | Елеватор                                        | Скасований. Замінений автобусним маршрутом № 28 та маршрутним таксі № 18 |
| 10                                              | Світлотехбуд                                    | Хіммаш                                          | |
| 11                                              | Магазин «Північний»                             | Елеватор                                        | Через Центр, залізничний вокзал |
| 12                                              | Депо-2                                          | Центр                                           | Через Північно-Захід. Замінений автобусним маршрутом № 6 (відновлений на час Чемпіонату світу з футболу-2018, потім під час ремонту моста на Північно-Східному шосе). Тимчасово працював з 25.07.2018 по 21.01.2019 |
| 13 (13Т)                                        | Магазин «Північний»                             | Південно-Захід                                  | Відновлений з 04.06.2018 у будні, в «години пік», прямує по 8-й дорозі, в решту часу — через вул. Коваленка |
| 13К                                             | Північно-Захід                                  | Південно-Захід                                  | З 04.06.2018 у вихідні та святкові дні, у будні — поодинокі рейси |
| 14                                              | Північно-Захід                                  | Залізничний вокзал                              | Через 8-му дорогу |
| 15                                              | Південно-Захід                                  | Хіммаш                                          | |
| 16                                              | Північно-Захід                                  | Телевізійний завод                              | Станом на 2019 рік здійснював перевезеня працівників заводу тролейбуси маршруту № 11. Опціонально на тролейбусі може бути вказаний маршрут № 16                                                                     |
| 18                                              | Південно-Захід                                  | АТ «Орбіта»                                     | |
| 18А                                             | Залізничний вокзал                              | АТ «Орбіта»                                     | Тимчасовий маршрут. Призначався у 2001 році, у зв'язку з направленям автобусів з маршруту № 8 на заміну тролейбусів маршруту № 5                                                                                    |

## Депо
З 1988 до 18 травня 2019 року в місті було 2 тролейбусних депо. З 18 травня 2018 року тролейбусне депо № 2 закрито, а рухомий склад переведено до тролейбусного депо № 1. 
Тролейбусне депо № 1 обслуговувало маршрути № 1, 2, 7, 7В, 8, 9, 13 (13Т), 13К, 15, 18 (з травня 2019 року — № 5, 5А, 11, 12), а депо № 2 обслуговувало маршрути № 3, 4, 5, 5А, 6, 6А, 10, 10А, 11, 11А, 12, 14, 16, 18А та замовні. Були можливі рідкісні випадки роботи машин одного депо на маршрутах іншого (найчастіше окремі машини депо № 1 на маршрутах № 5 / 5А або 11). З закритих маршрутів № 9 та 18 обслуговувалися депо № 1, інші — № 2 (в період максимального розвитку на балансі депо було близько 100 тролейбусів, на момент закриття випуск складав менше 30).

## Рухомий склад
Нумерація тролейбусів в Саранську чотиризначна — перша цифра номер депо на момент присвоєння номера (1 або 2), інші три — номер тролейбуса. При цьому номери тролейбусів (001, 002, 003...221) не повторювалися в різних депо — тобто існують номери 1001, 2002, 2003...1221 і при цьому немає і не може бути 2001, 1002, 1003 тощо.
Для навчальних цілей в депо є спеціальні тролейбуси моделі ЗіУ-682Г (№ 1062 та 2073), які крім навчальної роботи використовувалися також для перевезення пасажирів. Тролейбус № 2073 тривалий час залишався найстарішим лінійний тролейбусом в місті.
Рухомий склад:
- Тролза-5275.03 «Оптима»
- Тролза-5275.07 «Оптима»
- ЗіУ-682Г-016.02
- ЗіУ-682Г-016.04
- ЗіУ-682Г-016 [Г0М]
- ЛіАЗ-52803 (ВЗТМ)
- ЗіУ-682Г-012 [Г0А]
- ЗіУ-682Г-016.03.